# La Vie ardente et douloureuse de Pemberton

La Vie ardente et douloureuse de Pemberton est un album de bande dessinée de Sirius, paru en 1978. C’est le troisième album de la série Pemberton. Il est entièrement scénarisé et dessiné par Sirius.
L’album comporte six histoires de six ou huit planches chacune, avec toujours le même cadre de départ : le vieux marin Pemberton, attablé devant une pinte de stout, raconte au serveur du pub une de ses aventures de jeunesse, en enjolivant peut-être un peu. Dans ces rudes et noirs récits de marine à voile, le sexe, l’humour, le cynisme, le non-sens et le fantastique ont la part belle.

## Prépublication
L'album respecte l'ordre chronologique de prépublication. Les six aventures ont paru dans le mensuel Pilote :

### En 1977
- Bérénice 60° lat. sud, dans le n° 35. (8 planches)
- Saint-Rogatien, dans le n° 39. (8 planches)
- Au petit navigateur solitaire, dans le n° 44. (8 planches)

### En 1978
- La Clandestine, dans le n° 49 bis. (8 planches)
- Les Naufragés de la Médulle, dans le n° 50. (6 planches)
- L’Euthanasie-Perpète, dans le n° 54. (6 planches)

## Argument

### Bérénice 60° lat. sud
« Dieu !... Oh Dieu ! » s’exclame le patron de la Bérénice, titubant à travers le pont, bras en croix, le visage ruisselant de larmes. Il est frappé d’une de ses habituelles crises éthylo-mystiques mais, cette fois, il finit par s’écrouler sur le pont, « un drôle de ronflement au fond de sa bouche ouverte ». Il ne bouge plus. La Bérénice rentre au port. Pemberton et un autre matelot portent le patron inanimé jusque chez lui. L’épouse, Bérénice (dont on n’est pas sûr qu’elle soit réellement une femme), le fait poser sur le lit. Mais le patron ne respire plus. Bérénice retient Pemberton, et lui demande de pousser le mort contre le mur pour qu’ils puissent s’ébattre à leur aise. Mais le mort observe attentivement les amoureux, et finit même par se lever. Il les entraîne tous deux jusqu’au bateau, et largue les amarres. Il reste plusieurs jours à la barre, sans rien dire. On passe le cap Horn. Les glaces se font de plus en plus nombreuses. La Bérénice va s’enchevêtrer entre des épaves, dans une anse profonde de la banquise. Le patron s’affale et meurt enfin pour de bon. Pemberton propose de rallier un port à l’aide du canot d’une épave. Bérénice accepte mais, tandis que Pemberton est descendu dans le poste, elle a pris le fusil du patron. Elle attend Pemberton sur le pont. Pemberton fuit par un hublot, et fait route seul. Parfois, la nuit, il se réveille, il voit Bérénice qui l’attend, avec son fusil. Il entend sa voix.

### Saint-Rogatien
À Tang-Hoa, le Saint-Rogatien embarque la vieille, digne et revêche miss Toughburrock, qui va prendre la direction de la mission protestante de Haï-Nan. Lorsque les pirates de Lin-Tchao s’emparent du bateau, ils mettent la main sur la prude personne, l’emmènent avec eux. Mais ils devront vite capituler, n’arrivant pas à la satisfaire.

### Au petit navigateur solitaire
En escale à Hambourg, Pemberton sympathise avec les frères Sprountzstein, des siamois dotés d’un seul corps et de deux têtes fort dissemblables. Josef est un gros rougeaud rigolard, tandis qu’Helmut est verdâtre et triste. Les trois amis tirent d’affaire Lieselotte, une prostituée aux prises avec des consommateurs indélicats. Josef épouse Lieselotte. Trois ans plus tard, Pemberton fait à nouveau escale à Hambourg, et pense retrouver ses amis. Mais Lieselotte, en larmes, lui raconte les difficultés de sa vie de couple. Depuis l’enfance, chaque frère dispose, durant le sommeil de l’autre, du gouvernement de leur corps unique. Helmut a profité du sommeil de Josef pour assassiner un prêteur sur gage. Et s’est empressé d’accuser son frère. « Josef, dit la pauvre Lieselotte, a été jugé, condamné... et décapité ce matin. » Soudain, une silhouette que l’on croit celle d’Helmut traverse la cour. Mais c’est Josef qui fait une entrée joyeuse, avec une seule tête et un pansement sur l’épaule gauche (bâbord). On avait dit au bourreau d’exécuter celui qui avait la figure rouge. Le bourreau ne savait que faire, car les deux frères étaient aussi pâles l’un que l’autre, Helmut s’étant même évanoui. Alors Josef a rappelé au bourreau, ancien marin (un tatouage en fait foi), que rouge c’est bâbord. Quand Pemberton reprend la mer, le 1er novembre, Lieselotte et Josef viennent le saluer sur le quai. Josef a posé un pot de chrysanthèmes sur son épaule gauche.

### La Clandestine
Il se passe de drôles de choses, à bord de l’Amélie-Tronchet. Tout d’abord, c’est un tribordais qui découvre un bas de femme dans sa bannette. Le lendemain, c’est Becauze qui trouve un mouchoir de femme devant le ratelier de misaine. Puis on trouve un gant de femme devant la cambuse. Les matelots, en émoi, entreprennent d’inspecter les moindres recoins du navire. Les bagarres commencent. Il y a un premier mort. Puis, les hommes exigent de visiter l’arrière. Le capitaine s’y opposant, il est tué. Il y a bientôt une dizaine de morts. Lorsque le navire prend feu, cinq hommes parviennent à s’enfuir à bord d’un canote. Mais les bagarres reprennent. Pemberton et Pétule se retrouvent seuls à bord. Le jour suivant, il y a un poudrier au fond du canote. Pemberton se retrouve seul à bord. Quand il est recueilli par un steamer norvégien, il serre dans sa main une petite culotte.

### Les Naufragés de La Médulle
Après le naufrage de La Médulle sur les récifs du détroit de Torrès, passagers et équipage ont pris place sur un radeau. Les vivres venant à manquer, on sacrifie d’abord l’aumônier, puis quelques gabiers, tout en gardant le mousse Albert « pour la bonne bouche ». Juste au moment où Albert va être égorgé, une île apparaît à l’horizon. Mais elle est peuplée de mangeurs d’homme, et les naufragés doivent précipitamment reprendre la mer. Albert se trouve une nouvelle fois dans une position délicate.

### L’Euthanasie-Perpète
S’apprêtant à embarquer comme gabier sur le clipper Euthananie-Perpète, Pemberton tombe amoureux de la figure de proue qui représente une séduisante personne bien en chair. Mais Pemberton a un rival en la personne du brutal Marco. Alors il déboulonne la figure de proue et s’enfuit avec elle sur une petite île. Tous deux dorment enlacés. Au matin, Euthanasie est vivante. Les jours passent, idylliques, jusqu’à l’arrivée de Marco sur l’île. Marco séduit Euthanasie, et Pemberton est mis sur la touche. Par un beau jour de printemps, Euthanasie commence à bourgeonner. La nuit suivante, elle redevient de bois, et s’écroule sur Marco, le retenant prisonnier et l’étouffant. Pemberton quitte l’île, sourd aux supplications de Marco.